# John Ellis (gitarzysta)
John Ellis (ur. 1 czerwca 1952 w Londynie) – brytyjski muzyk i kompozytor. Najbardziej znany jako gitarzysta brytyjskich zespołów punkowych The Vibrators i The Stranglers.

## Historia
W 1970 roku założył zespół Bazooka Joe, a w 1976 roku The Vibrators, z którym nagrał dwa pierwsze albumy zespołu Pure Mania (1977) i V2 (1978). W 1978 opuścił grupę.
W 1980 roku nawiązał współpracę z Peterem Gabrielem, wyruszył z nim na trasę koncertową „Tour of China 1984” oraz uczestniczył w nagraniu albumu Gabriela Peter Gabriel (1982). W 1981 roku nawiązał współpracę z Peterem Hammillem z Van der Graaf Generator, która trwała do 1993 roku. W latach 1981–1984 był członkiem zespołu Hamilla K Group. Efektem ich współpracy jest kilka albumów m.in. Enter K (1982), Out of Water (1990) i The Noise (1993).
W 1990 roku dołączył do The Stranglers, w którym zastąpił na stanowisku gitarzysty Hugh Cornwella. Razem z tym zespołem nagrał kilka albumów: Stranglers in the Night (1992), About Time (1995), Written in Red (1997), Coup de Grace (1998). W 2000 roku opuścił The Stranglers i nawiązał współpracę z Judge’em Smithem, byłym członkiem Van der Graaf Generator. Nagrał z nim albumy: Curly's Airships (2000), The Full English (2005) i Live in Italy 2005 (koncertowy, DVD, 2006). Nagrywa też płyty solowe. W 2009 roku założył wytwórnię płytową Chanoyu Records.

## Dyskografia

### Albumy solowe
- Microgroove
- Spic 'N' Span
- In Rhodt (1989)
- Das Geheimnis Des Golem (1991)
- Destination Everywhere (1995)
- Our Internal Monologue (1995)
- Shock of Contact (1996)
- Acrylic (1997)
- Map of Limbo (2008)
- Wabi Sabi 21© (2009)

### Abumy z The Vibrators
- Pure Mania (1977)
- V2 (1978)

### Abumy z The Stranglers
- Stranglers in the Night (1992)
- About Time (1995)
- Access All Areas - Live (1996)
- Written in Red (1997)
- Friday the Thirteenth - Live (1997)
- Coup de Grace (1998)
- The Stranglers And Friends Live In Concert - 1980 (2002)

### Albumy z Peterem Hammillem
- Enter K (1982)
- Patience (1983)
- The Love Songs (1984)
- The Margin (live, 1985)
- Out of Water (1990)
- Fireships (1992)
- The Noise (1993)

### Albumy z Judge’em Smithem
- Curly's Airships (2000)
- The Full English (2005)
- Live in Italy 2005 (live, DVD, 2006)